# Região Leste (Islândia)

As 8 regiões da Islândia – Austurland

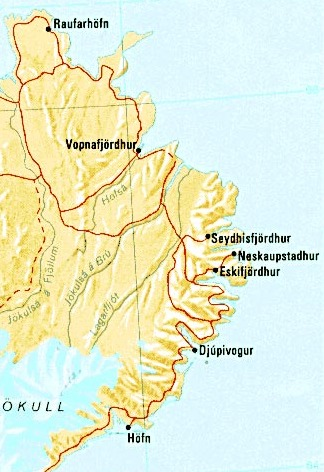
Mapa da Região Leste

A Região Leste (em islandês: Austurland) é uma das 8 regiões da Islândia (landsvæði), situada no lado leste da ilha. Sua maior cidade é Egilsstadir. É uma região caracterizada pelo relevo montanhoso e pelos fiordes profundos, com portos naturais no seu interior. O glaciar Vatnajökull fica parcialmente dentro do seu território, assim como o leito do rio Jökulsá á Fjöllum. É nesta região que se encontra o ponto mais alto da Islândia – a montanha Hvannadalshnjúkur com 2119 m de altura. Sua população é de origem nórdica e céltica.

## Municípios
A Região Leste está dividida em 8 municípios. O mais populoso deles é Fjardabyggd, e maior em área é Fljótsdalshérad. Os menores em população e área são, respectivamente, Fljótsdalshreppur e Seydisfjördur.
| Municípios           | População (2019) | Área (km2) |
| -------------------- | ---------------- | ---------- |
| Fjardabyggd          | 5 060            | 1 614,45   |
| Fljótsdalshérad      | 3 620            | 8 883,77   |
| Hornafjördur         | 2 440            | 6 309,44   |
| Seydisfjördur        | 690              | 212,64     |
| Vopnafjardarhreppur  | 660              | 1 903,31   |
| Djúpavogshreppur     | 500              | 1 132,63   |
| Borgarfjardarhreppur | 120              | 440,15     |
| Fljótsdalshreppur    | 90               | 1 516,3    |
| Total                | 13 180           | 22 721     |

## Assentamentos
O maior assentamento da região é Egilsstadir. Outras localidades incluem:
- Höfn
- Neskaupstadur
- Reydarfjördur
- Eskifjördur
- Fáskrúdsfjördur
- Seydisfjördur
- Vopnafjördur
- Fellabaer
- Djúpivogur
- Stödvarfjördur
- Breiddalsvík
- Nesjahverfi
- Drangsnes

## Vida animal
Para além da raposa polar e da foca, podem ser vistas renas selvagens em parte da Região Leste.

## Economia
A economia da Região Leste está dominada pela pesca e pelo alumínio. A partir dos portos naturais, no interior dos grandes fiordes da região, os pescadores islandeses capturam arenque e bacalhau, que depois exportam para os mercados estrangeiros. Utilizando a energia elétrica produzida nos rios provenientes dos glaciares, começou a aparecer indústria pesada, com especial relevo para a produção de alumínio em Reydarfjördur.